# Broadstairs
Broadstairs es un pueblo costero en el distrito de Thanet, al este del condado de Kent, Inglaterra, a unos 130 km al este de Londres. Forma parte de la parroquia civil de Broadstairs and St Peter's, y con una población en 2011 de unos 25 000 habitantes. Situado entre Margate y Ramsgate, Broadstairs es uno de los centros turísticos costeros del distrito, conocido como "La joya de la corona de Thanet". El lema del pueblo es Stella Maris. 
El nombre de Broadstairs (literalmente "escaleras anchas") proviene de un antiguo tramo de escaleras que iba desde la playa, por el acantilado, hasta el Santuario de Santa María, del siglo XI, en la cima.
El pueblo se extiende desde Haine Road al oeste de Kingsgate, una aldea de la parroquia civil de St. Peter's, que recibió ese nombre tras la llegada del rey Carlos II en 1683, en el norte, hasta Dumpton, en el sur.

## Historia

### Antes de 1400
La aldea de interior de San Peter's se fundó tras la construcción de la iglesia parroquial alrededor de 1080. La Alianza de los Cinco Puertos, en la Edad Media, consistía en una confederación de 42 pueblos y aldeas en total. Ésta incluía a St. Peter's como una rama de Dover. En la costa cercana, sobre el acantilado, estaba el Santuario de Nuestra Señora, en lo que entonces se llamaba Bradstow(e), que significa "lugar ancho", quizás refiriéndose a la amplia bahía. Se desarrolló un asentamiento pesquero alrededor del santuario en el siglo XIV.[cita requerida] Al final llegaría a llamarse "Broadstairs", tras la construcción de las escaleras que daban acceso desde el santuario a la bahía. Otras formas antiguas del nombre son Brodsteyr Lynch (1434 y 1494), Brodestyr (1479), Broadstayer (1565) y Brod stayrs (1610). Se cree que Charles Culmer, hijo de Waldemar, habría reconstruido las escaleras en 1350.

### 1400-1600
En 1440, George Culmer construyó una arcada a través del camino que llevaba al mar, para el primer embarcadero de madera en 1460. Esta estructura se reemplazó por otra más duradera en 1538, donde la carretera que llevaba al paseo marítimo, conocida como Harbour Street se interrumpía por el suelo calizo en el que se construyó Broadstairs. 
Yendo más allá en la defensa del pueblo, otro George Culmer construyó la Puerta de York en 1540, una entrada que todavía está en Harbour Street en la cual se dispusieron las pesadas puertas de madera que se podían cerrar en caso de amenaza por mar.
Richard Culmer, hijo de Sir Richard Culmer y de su primera esposa, nació en 1640-41. Fue enterrado en la iglesia parroquial de Monkton, en el distrito de Thanet. Uno de sus legados supuso la financiación de un área de 24 000 m² para los pobres de la parroquia. El nombre perdura hasta la fecha como "El Reparto de Culmer" (Culmer's Allotment).

### 1700-1815
En 1823, Broadstairs tenía una población de unos 300 habitantes. Puede encontrarse una breve reseña del muelle de Broadstairs en Broadstairs, past and present, donde se menciona una tormenta en 1767, durante la cual se destruyó todo el trabajo de Culmer. En esa época el mercado de pescado tenía una considerable importancia, llegando incluso hasta Great Yarmouth, Hastings, Folkestone, Dover y Torbay. Llegó a ser tan indispensable que la corporación de Yarmouth, Dover, Hythe y Canterbury con la asistencia de la East India Company y la Trinity House apoyaron su restauración con un pago de £2,000 en 1774.
Hacia 1795, York Gate necesitaba una reparación para poder repeler cualquier amenaza de las Guerras revolucionarias francesas. La consiguiente renovación fue abordada por Lord Hanniker el mismo año que se emplazó el primer buque faro en Goodwin Sands.
Con ocasión de la llegada a Thanet del Mayor Henry Percy, de la 14.ª Dragoon Guards, el 21 de junio de 1815, con la insignia francesa capturada en Waterloo, se excavó una escalinata por el interior del acantilado, desde la playa. Este túnel se bautizó como "Waterloo Stairs" para conmemorar el evento. Broadstairs fue, supuestamente, la primera ciudad inglesa en conocer la victoria en esta batalla, aunque no hay evidencias escritas de ello. 
El contrabando fue una importante industria en la zona. La gente de Broadstairs llegó a ser bastante buena burlando a los agentes de aduanas. Esta actividad resultaba muy beneficiosa por los altos impuestos que debían pagar bienes como el alcohol, el tabaco o el té. Existe una red de túneles excavados en la roca caliza que eran usados por los contrabandistas para esconder sus alijos.

### Desarrollo como complejo turístico

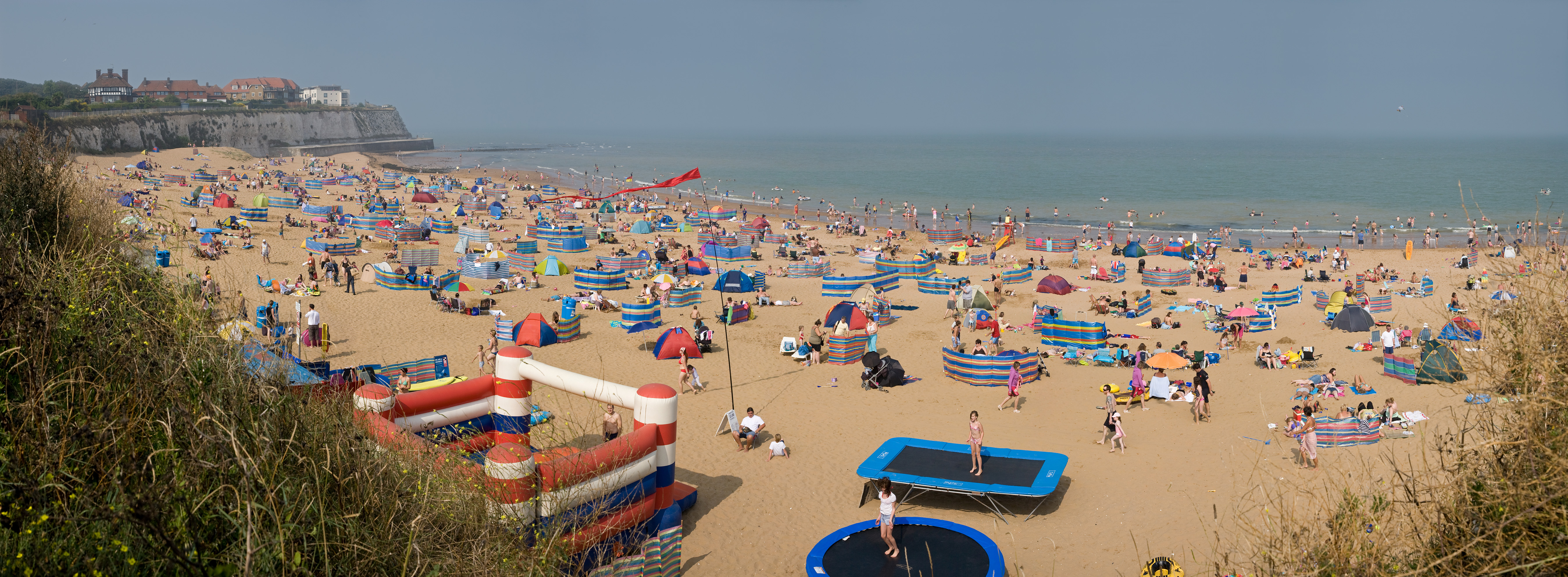
Joss Bay en julio de 2008

Hacia 1824 los barcos de vapor se hicieron cada vez más frecuentes, comenzando a remodelarse a partir de los modelos antiguos, usados alrededor de 1814. Esto hizo el mercado con Londres mucho más rápido. A las embarcaciones antiguas les llevaba 72 horas alcanzar Margate desde Londres, mientras que con los nuevos barcos este trayecto podía hacerse, en el mismo periodo de tiempo, nueve veces. Los marineros de Thanet expresaron sentimientos encontrados frente a estas nuevas embarcaciones, que no tenían parangón con otro tipo de barcos, pero trajeron gran prosperidad a la zona.
A mediados del siglo XIX las clases profesionales empezaron a asentarse. Desde 1800 hasta 1850 la población se duplicó, alcanzando los 3000 habitantes.
Al final del siglo XIX se abrieron muchas casas para atender a niños convalecientes, aprovechando el aire del mar fresco.

#### Ferrocarril
Aunque hubo muchos turistas atraídos por Broadstairs y otras ciudades costeras de Thanet durante la era victoriana, el ferrocarril no llegó hasta 1863. Fue un tiempo de gran expansión para el ferrocarril en el Sudeste de Inglaterra. En 1860 se terminó Victoria Station, seguida por Charing Cross y Cannon Street. El acceso por tren a Broadstairs descansaba previamente en otras estaciones de la región y fue desarrollándose paulatinamente a lo largo del siglo XIX.
La estación de Broadstairs está a solo diez minutos caminando de la playa. Aunque fue reconstruida en 1920, el suministro eléctrico no se instaló hasta los años 70 del siglo y los edificios y andenes estuvieron iluminados hasta entonces por luz de gas.
Desde 2009 funciona un tren de alta velocidad entre la Estación de St. Pancras y Ashford International que permite viajar a Broadstairs en solo 40 minutos desde Londres, en un trayecto similar al que antiguamente suponía un viaje de dos días.

### 1840-1900
En 1841, 44 marineros se registraron como residentes en Broadstairs. Nueve de ellos eran, concretamente, pescadores y, por supuesto aún permanecía parte de la actividad residual de la construcción de barcos, tras la clausura de la Culmer White en 1824 (por la presión de los barcos de vapor), aunque había solo cuatro constructores registrados en el censo: Solomon Holbourn y Joseph Jarman entre ellos. Otros podrían haber estado navegando el día del censo. Steamer Point, como era conocida la punta del muelle de Broadstairs en la época, había estado claramente muy ocupada con movimientos de barcos desde que se inició el mercado y depósito de carbón y otros productos, una vez que el contrabando había cesado.

### Actualidad
Hacia 1910 la población había alcanzado los 10 000 habitantes. Una guía de viaje de los años 30 de A. H. Simison (el químico fotógrafo) titulada Ramsgate (The Kent Coast at its best) Pictorially Presented, dice de la ciudad de Broadstairs que " se ha acercado a una modernización y desarrollo a través de una sólida política de conservación de las características por las que ha adquirido renombre". La ciudad ha mantenido muchos aspectos de interés histórico, junto a su historia marítima. Entre ellas es notable su historia religiosa, evocada por lugares como el Santuario de Santa María.
Hoy Broadstairs es un imán para los visitantes año tras año y se ha mencionado como la ciudad de la pesca cornuallesa.[cita requerida]

### Botes salvavidas
Los botes salvavidas son una característica identitaria de Broadstairs. Llegaron allí en 1851, tras la pérdida del barco RMS Royal Adelaide con 250 víctimas mortales, en las arenas de Margate el 6 de abril de 1850. La noticia pudo haber provocado que el viejo Thomas White presentara uno de sus botes salvavidas para su ciudad de origen ese verano. El bote salvavidas se usó por primera vez el 6 de marzo de 1851, cuando el bergantín Mary White se quedó atrapado en Goodwin Sands durante una fuerte tempestad. Se escribió una canción que homenajeaba el suceso "Song of the Mary White".
Desde entonces, los botes salvavidas de Broadstairs han participado en numerosos rescates de gran importancia.

## Educación

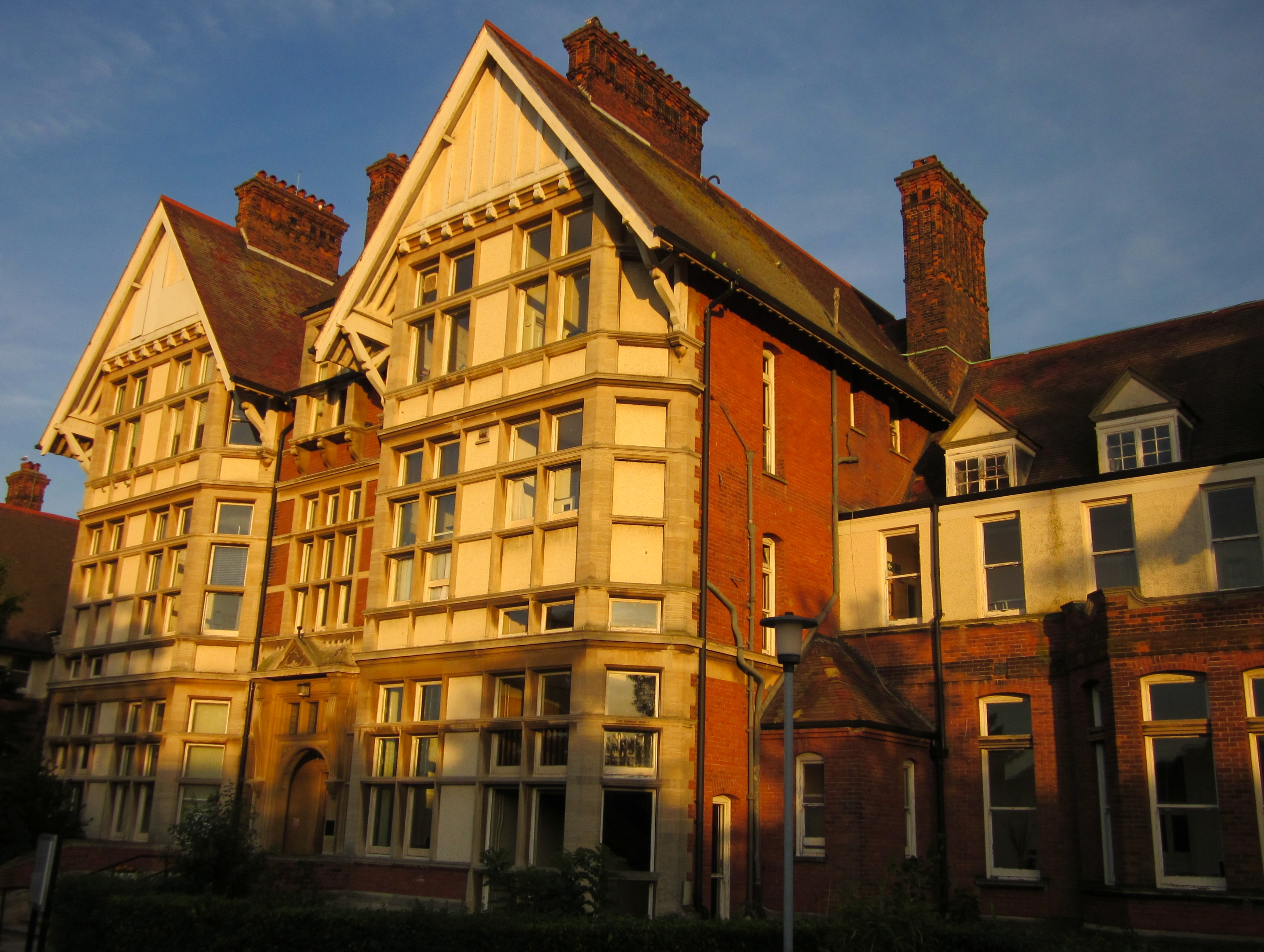
East Kent College de Broadstairs.

### Centros públicos
Infantil y Primaria
- St Mildred’s Infant School
- Upton Junior School
- St Peter in Thanet CE Junior School
- St Joseph’s RC Primary School
- Bromstone County Primary School

Secondary Modern and Grammar
- Dane Court Grammar School
- St Georges C of E Foundation School
- The Charles Dickens School
- Chatham House Grammar School
- Clarendon House Grammar School

### Centros especiales
- Bradstow School
- Stone Bay School

### Centros privados
Primaria y Secundaria
- St Lawrence College, Junior School
- Haddon Dene School
- Wellesley House School

Bachillerato
- St Lawrence College

### Facultades y universidades
- East Kent College
- Canterbury Christ Church University

### Lenguas extranjeras
- Hilderstone College
- Broadstairs English Centre
- Kent School of English
- Chaucer College Kingsgate

## Visitantes y residentes ilustres

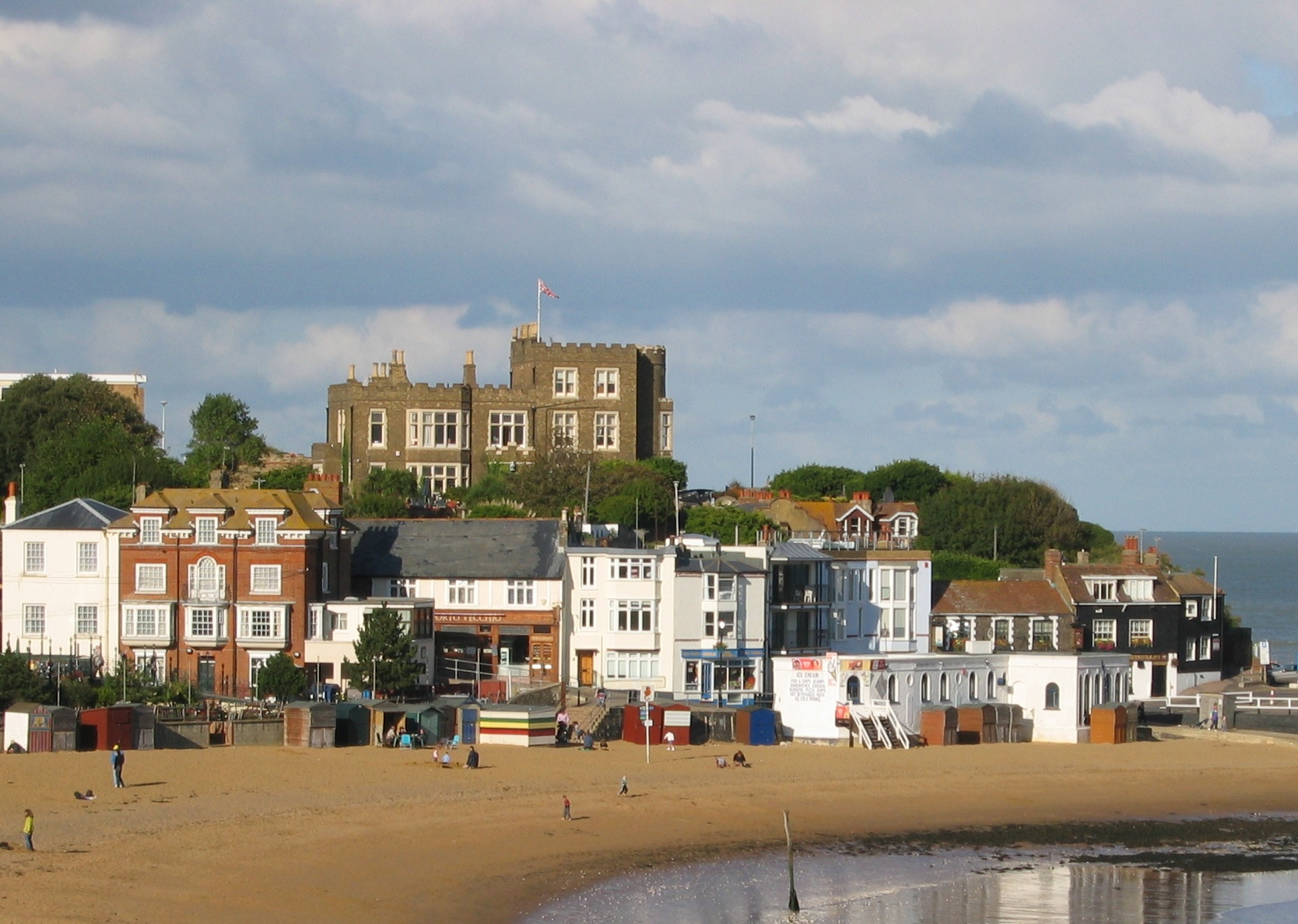
Bleak House donde Dickens escribió David Copperfield en un estudio con vistas al puerto y al mar.

- John Buchan aparentemente basó el título de su novela, The Thirty Nine Steps, en las escaleras que iban de la playa a una casa llamada St. Cuby, en Cliff Promenade at North Foreland, donde se estuvo recuperando de una enfermedad en 1915.
- Thomas Russell Crampton, ingeniero ferroviario, nació en Broadstairs en 1816.
- Charles Dickens visitó Broadstairs con regularidad desde 1837 a 1859, describiendo la ciudad como "nuestro lugar de riego inglés" (Our English Watering Place). Escribió David Copperfield mientras vivía en Bleak House, una casa de la ciudad.
- Sir Edward Heath, antiguo Primer Ministro del Reino Unido, nació en Broadstairs en 1916 y vivió allí hasta que fue a estudiar al  Balliol College, Oxford en 1935.

## Medios locales
Broadstairs tiene solo un periódico de pago, el Isle of Thanet Gazette que siguió tras el cierre de su publicación hermana, el Thanet Times, en octubre de 2012, tras 116 años de vida. Ambos pertenecían a Northcliffe Media. Hay también periódicos gratuitos como el Thanet Extra, parte del KM Group y yourthanet, parte de KOS Media.  El Isle magazine se publica trimestralmente e incluye una lista de eventos, así como diversa información turística. Está disponible en línea una edición digital.
Las emisoras de radio locales son KMFM Thanet, del KM Group; la estación de radio comunitaria Academy FM (Thanet); y las estaciones del condado Heart Kent, Gold y BBC Radio Kent. La Thanet Community Radio también ofrece un servicio de podcasting para Ramsgate, Broadstairs, Margate y las grandes áreas de Thanet.

## Lugares de interés

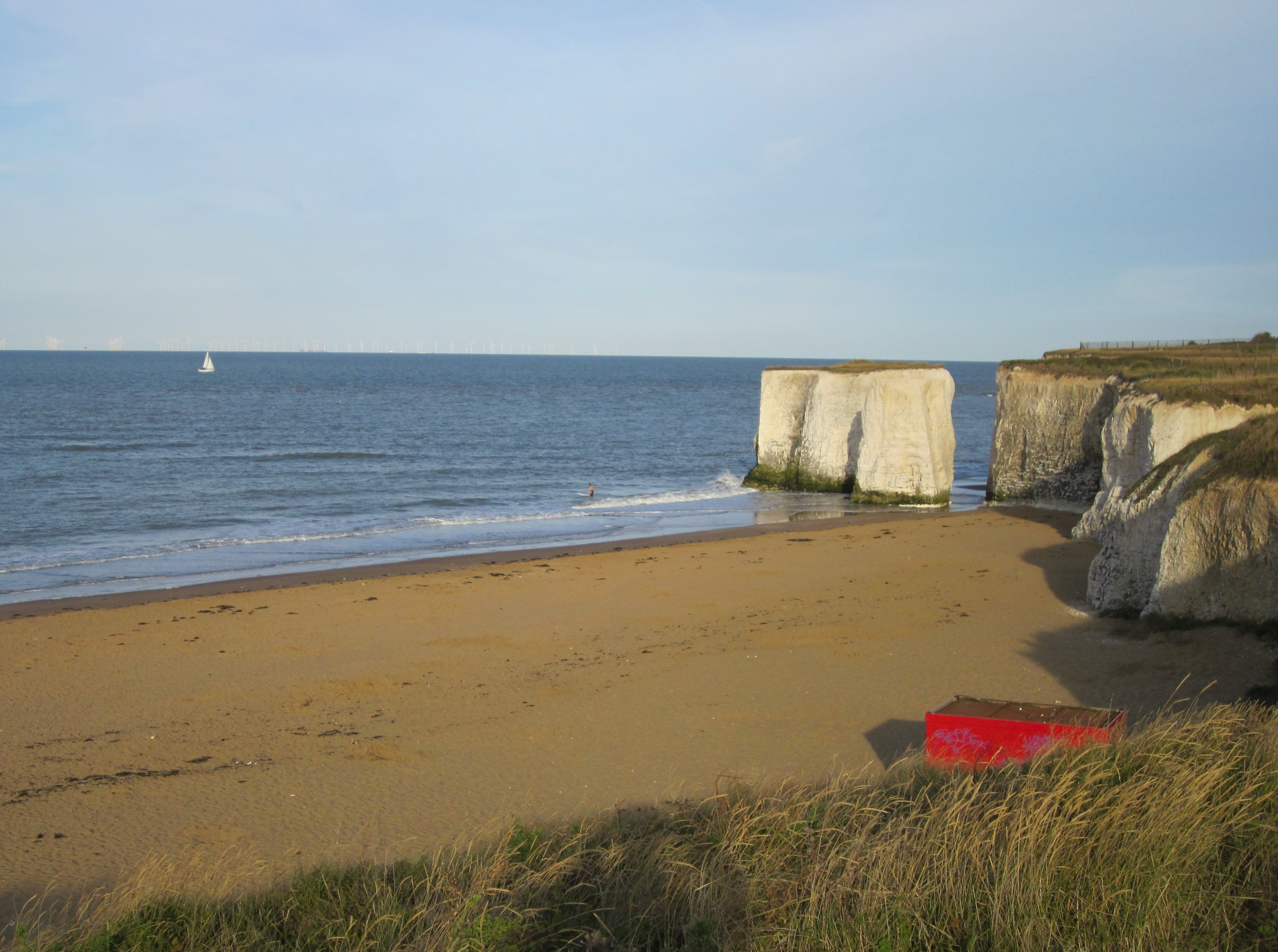
Botany Bay.

Hay una pequeña sala de cine, "The Palace Cinema", antiguamente conocida como "The Windsor", en Harbour Street. En esa misma calle, el Pabellón de las Arenas, alberga un espectáculo veraniego y otras funciones durante todo el año. Tiene unas magníficas vistas a la bahía y por su situación, se ha convertido en un lugar muy popular para celebrar bodas.
A las playas de Botany Bay y Joss Bay se les ha concedido bandera azul en 2005. La playa Viking Bay, la principal de Broadstairs, consiguió la bandera azul en 2006. En esa playa se encuentran un importante número de cafés y heladerías. Durante el verano está muy concurrida. En el verano se celebran cuatro espectáculos de fuegos artificiales sobre Viking Bay.
El museo de Dickens, a pie de playa, muestra muchos utensilios relacionados con Charles Dickens y su vida en Broadstairs.
La Torre Crampton, cerca de la estación de ferrocarril, alberga un museo con dibujos, modelos, gráficos, patentes, premios y utensilios de Thomas Russel Crampton. Hay otras galerías que muestran la historia y desarrollo del ferrocarril, el tranvía eléctrico, el transporte por carretera y otros aspectos de la industria local.